# 邹尔均
邹尔均（1931年10月—），男，祖籍浙江鄞县，生于上海，中华人民共和国政治人物，曾任厦门市人民政府市长，福建省政协副主席，第七届全国人大代表。